# فضيلة سعدان
فضيلة سعدان (10 أبريل 1938 - 17 يونيو 1960) هي مناضلة وطنية جزائرية اللائي شقيقة الشهيدة مريم سعدان.

## ميلادها و طفولتها
ولدت يوم 10 أفريل 1938 ميلادي بمدينة قصر البخاري ولاية المدية لمحمد صلاح سعدان وخديجة شطاب، وترعرعت وسط عائلة محافظة ومتديّنة حيث كان والدها يمارس مهنة التعليم بمدرسة جمعية العلماء المسلمين الجزائريين. بعد سنتين من ميلادها توفي أبوها حيث انتقلت إلى الحروش قرب قسنطينة.

## تعليمها
اتمت تعليمها الابتدائي أين حصلت على القبول و في العام الدراسي 1948-1949 انتقلت إلى التعليم الاعدادي «المتوسط» فالثانوي و قد زاولت دراسة مرحلة المتوسط و الثانوي بقسنطينة.

## انخراطها في جيش التحرير
أبدت فضيلة سعدان اهتماما مبكرا بالجانب السياسيّ، ونظرا لشعورها الفياض بالروح الوطنية شاركت مشاركة فعالة في التهيئة و الإعداد لإضراب الطلبة الذي دعت إليه جبهة التحرير الوطني سنة 1956، حيث قامت بالإعداد لهذا الإضراب بالثانوية التي كانت تدرس بها (ثانوية الحرية حاليا بمدينة قسنطينة)، و قد اتهمت على إثر ذلك بأنها المفكر و المحرض على الإضراب بثانويتها، فاعتقلت و أودعت سجن الكدية في شهر نوفمبر من نفس السنة (1956) الذي قضت به ما بين 6 و 8 أشهر، و قد تكفلت جبهة التحرير بالدفاع عنها و أرسلت محاميا من العاصمة للدفاع عنها، و تمكن المحامي من الحصول على إذن بتمكينها من الحصول على الكتب اللازمة لمتابعة دراستها، و بعد خروجها من السجن و بأمر من والدتها سافرت إلى فرنسا سنة 1957 لإتمام دراستها لدى أقرباء هناك، و أثناءها شاركت في توعية العمال من أجل القضية الجزائرية. وقد تحصلت على شهادة البكالوريا بجدارة إذ كانت الأولى على مستوى دائرتها الأمر الذي دفع الصحافة الفرنسية للحديث عنها.
في 13 ماي 1958، ألقت السلطات الاستعمارية القبض على أختها مريم (مع عدد من رفقائها في النضال) التي كانت تشتغل كممرضة، ليخلى سبيلها بعدما تعرضت إلى أقصى أنواع التعذيب من زبانية الاستعمار الفرنسي. و بعد مدة قصيرة أعيد اعتقال مريم سعدان من جديد، و لما علمت فضيلة باختفاء شقيقتها عادت إلى أرض الوطن في شهر جوان 1958، وعادت الشهيدة إلى أرض الوطن بعد سلسلة الاعتقالات و التعذيب التي تعرضت لها أختها مريم والتحقت نهائيا بصفوف جيش التحرير الوطني في شهر جوان 1958 فكان دورها النضالي فعال مما أهلها للقيام بمهمة الاتصال بالمجاهدين في قسنطينة و خارجها و تفرغت للأعمال الفدائية.

## استشهادها
في الأسبوع الثاني من شهر جوان 1960، و نتيجة لوشاية تمكن العدوّ من تحديد أماكن بعض الفدائيين، و القضاء على المجموعة الأولى في «باب القنطرة»، بعدها في 17 أغسطس 1960، احتل الكوماندوز المكون من 4 أشخاص، عمار رواج، فضيلة سعدان، مليكة بن الشيخ الحسين وعمار كيكايا، منزلاً يقع في المبنى رقم 4 شارع فيو في منطقة الرصيف الشعبية. (الحي اليهودي بقسنطينة)، أحد أقدم الأحياء في المدينة. فاجأهم الجيش الفرنسي في هذا المبنى والذي كان قد حاصر مخبأه. عندما شعرت المجموعة بأنهم محاصرون، انقسموا إلى اثنين من الأزواج تمكنوا من المرور عبر سقف المبنى رقم 4 إلى المنزل المجاور الذي يحمل رقم 2 مكرر في شارع القديم السابق. صعدت فضيلة سعدان إلى السطح أولاً، رافضة الاستسلام، وشاركت في قتال مع الجنود الفرنسيين، خلال هذه المواجهة الأخيرة مع الجيش الاستعماري نسف المنزل الذي كانوا فيه لتسقط فضيلة سعدان وهي في سن 22 سنة.